# Gustavo Petricioli
Gustavo Petricioli Iturbide (Ciudad de México, 19 de agosto de 1928 - Ibídem, 9 de octubre de 1998) fue un político y economista mexicano. Fue secretario de Hacienda y Crédito Público durante el gobierno de Miguel de la Madrid entre 1986 y 1988.

## Biografía
Estudió la licenciatura en Economía en el Instituto Tecnológico Autónomo de México (ITAM) de 1947 a 1951 y realizó una maestría en Economía por la Universidad de Yale de 1955 a 1956. Fue profesor de teoría monetaria en el ITAM, el cual dirigió brevemente durante 1967. Perteneció al Partido Revolucionario Institucional (PRI) desde 1952.
Ingresó al Banco de México en 1948, donde fue jefe de la Oficina Técnica; ayudante y asesor técnico del director general; gerente y subdirector, bajo la dirección de Rodrigo Gómez Gómez. En la Secretaría de Hacienda, fue director de estudios hacendarios y subsecretario de Ingresos de 1970 a 1974.
En el sector financiero, se desempeñó como presidente de la Comisión Nacional de Valores (1976 - 1982). En 1982, como consecuencia de la nacionalización de la banca mexicana, es nombrado director general de Multibanco Comermex —en representación del gobierno federal a cargo del banco—; coordinador general de la Banca Nacionalizada y presidente de la Asociación de Bancos de México, renombrada como Asociación Mexicana de Bancos. Posteriormente, dirigió Nacional Financiera de 1982 a 1986.
El 17 de junio de 1986, asume el cargo de Secretario de Hacienda, en sustitución de Jesús Silva-Herzog Flores. Como titular de la misma, Petricioli enfrentó el manejo de la crisis de la deuda originada en México desde 1982; el crack bursátil de 1987 y, junto con Javier Vega Manzo, creó el Pacto de Solidaridad Económica en diciembre de 1987, un acuerdo entre el gobierno, el sector obrero y el sector patronal con el cual se combatía la inflación y la inestabilidad económica, como medida para superar la profunda crisis económica mexicana de mediados de la década de 1980.
Durante el gobierno del presidente Carlos Salinas de Gortari fue embajador de México en Estados Unidos (1989 - 1993), en donde ocupó un papel relevante en las negociaciones del Tratado de Libre Comercio de América del Norte; y director general de Caminos y Puentes Federales (1993 - 1994).
Falleció el 9 de octubre de 1998 en la Ciudad de México a causa de un paro cardiaco. Su hermano, Javier Beristáin Iturbide, fue rector del ITAM de 1972 a 1991. Se casó con Rosa Blanca Morales Murphy y tuvieron dos hijos: Gustavo y Ada. Después de su divorcio, se casó con Marialuisa Castellón Cervantes, madre de sus hijos Hugo y María Luisa. En su memoria, fue publicado el libro El Complejo arte de vivir: homenaje a Gustavo Petricioli por Editorial Porrúa y una estatua fue erigida en el ITAM; su álma mater.